# Saison 3 d'Arrow
Chronologie
Saison 2 Saison 4
Cet article présente les vingt-trois épisodes de la troisième saison de la série télévisée américaine Arrow.

## Synopsis
L'Archer est devenu un héros pour les habitants de Starling City. La criminalité au sein de la ville a baissé, la population se sent plus en sécurité et le capitaine Lance a même dissout les forces « anti-Justicier ». Dorénavant, Oliver pense qu'il peut enfin avoir une vie privée et propose à Felicity un rendez-vous galant. Mais lorsqu'il tourne le regard, des ennemis apparaissent, le forçant à réaliser qu'il ne pourra jamais être Oliver Queen uniquement, du moins, pas tant que la ville a besoin de l'Archer.

## Distribution

### Acteurs principaux
- Stephen Amell (VF : Sylvain Agaësse) : Oliver Queen / Arrow / Al Sah-him / Warith al Ghul / Ibn al Ghul
- Katie Cassidy (VF : Anne Tilloy) : Dinah "Laurel" Lance / Black Canary
- David Ramsey (VF : Namakan Koné) : John Diggle
- Willa Holland (VF : Kelly Marot) : Thea Queen / Speedy / Mia
- Emily Bett Rickards (VF : Aurore Bonjour) : Felicity Smoak
- Colton Haynes (VF : Fabrice Fara) : Roy Harper / Arsenal / Red Arrow
- John Barrowman (VF : Pierre-François Pistorio) : Malcolm Merlyn / Dark Archer / Ra's al Ghul (épisode 23)
- Paul Blackthorne (VF : Loïc Houdré) : le capitaine Quentin Lance

### Acteurs récurrents
- Karl Yune (VF : Stéphane Pouplard) : Maseo Yamashiro / Sarab (18 épisodes)
- Brandon Routh (VF : Adrien Antoine) : Raymond "Ray" Palmer / Atom (16 épisodes)
- Rila Fukushima (VF : Pauline de Meurville) : Tatsu Yamashiro / Katana (14 épisodes)
- Brandon Nomura : Akio Yamashiro (12 épisodes)
- Matthew Nable (VF : Éric Herson-Macarel) : Ra's al Ghul (9 épisodes)
- Katrina Law (VF : Laëtitia Laburthe) : Nyssa al Ghul / Nyssa Raatko (9 épisodes)
- Cynthia Addai-Robinson (VF : Géraldine Asselin) : Amanda Waller (8 épisodes)
- Audrey Marie Anderson (VF : Anne Massoteau) : Lyla Michaels (7 épisodes)
- J.R. Ramirez (VF : Xavier Fagnon) : Ted Grant / Wildcat (5 épisodes)
- Marc Singer (VF : Mathieu Rivolier) : le général Matthew Shrieve (5 épisodes)
- Caity Lotz (VF : Anne-Charlotte Piau) : Sara Lance / Black Canary (4 épisodes)

### Invités
- Peter Stormare (VF : Patrick Raynal) : Werner Zytle (épisodes 1 et 13)
- Primo Allon : Gregory Osbourne (épisode 1)
- Colin Donnell (VF : Olivier Chauvel) : Tommy Merlyn (épisodes 2 et 14)
- Matt Ward : Simon Lacroix / Komodo (épisode 2)
- Patrick Gilmore : Erlich Kelso (épisode 2)
- David Cubitt (VF : Renaud Marx) : Mark Shaw (épisode 3)
- Christina Cox (VF : Laurence Charpentier) : le maire Celia Castle (épisodes 5, 11, 17 et 18)
- Charlotte Ross (VF : Anne Rondeleux) : Donna Smoak (épisodes 5 et 18)
- Nolan Gerard Funk (VF : Donald Reignoux) : Cooper Seldon (épisode 5)
- Matthew McLellan (VF : Sébastien Boju) : Myron Forest (épisode 5)
- Amy Gumenick (VF : Laëtitia Godès) : Carrie Cutter / Cupidon (épisodes 6, 7 et 17)
- Nathan Mitchell (VF : Thibault Belfordil) : Isaac Stanzler (épisodes 6 et 7)
- Austin Butler (VF : Stanislas Forlani) : Chase (épisodes 7, 11 et 13)
- Nick E. Tarabay (VF : Pierre Margot) : Digger Harkness / Captain Boomerang (épisodes 7 et 8)
- Jill Teed : Dr Avery Pressnall (épisode 7)
- Kelly Hu (VF : Ivana Coppola) : Chien Na Wei / China White (épisodes 9, 11 et 14)
- Alex Kingston (VF : Brigitte Virtudes) : Dinah Lance (épisode 9)
- Vinnie Jones (VF : Thierry Mercier) : Daniel Brickwell / "Brick" (épisodes 10, 11 et 12)
- Keri Adams : Bethany Snow (épisodes 11 et 17)
- Peter Bryant : le conseiller municipal Richard Ford (épisode 11)
- Bex Taylor-Klaus (VF : Catherine Desplaces) : Sin (épisode 12)
- Arien Boey : Tommy, jeune (épisode 12)
- Michael Cram : ami de Malcolm (épisode 12)
- Eugene Byrd (VF : Pascal Nowak) : Andy Diggle (épisode 14)
- Manu Bennett (VF : David Krüger) : Slade Wilson / Deathstroke (épisode 14)
- Roger R. Cross (VF : Gilles Morvan) : l'inspecteur Lucas Hilton (épisode 14)
- Jamey Sheridan (VF : Philippe Catoire) : Robert Queen (épisode 14)
- Celina Jade (VF : Geneviève Doang) : Mei (épisodes 16 et 18)
- Adrian Glynn McMorran : Michael Amar / Murmur (en) (épisode 16)
- Michael Rowe (VF : François Tavares) : Floyd Lawton / Deadshot (épisode 17)
- Erika Walter : Susie Lawton (épisode 17)
- Carmen Moore : Mina Fayad (épisode 17)
- Doug Jones (VF : Patrick Osmond) : Jake Simmons / Deathbolt (en) (épisode 19)

### Invités des autres séries du Arrowverse
- Grant Gustin (VF : Alexandre Gillet) : Barry Allen / Flash (épisodes 1, 8 et 23)
- Carlos Valdes (VF : Antoine Schoumsky) : Cisco Ramon (épisodes 8 et 19)
- Danielle Panabaker (VF : Marie Diot) : Caitlin Snow (épisode 8)

## Production

### Développement
Le 13 février 2014, la série a été renouvelée pour cette troisième saison.

### Casting
En mai 2014, l'acteur Stephen Amell annonce que John Barrowman a été promu principal pour cette saison.
En juillet 2014, Devon Aoki (Tatsu Yamashiro / Katana), Karl Yune (Maseo Yamashiro), Peter Stormare (Werner Zytle, alias du Comte Vertigo (en) dans « New 52 »), Brandon Routh (Ray Palmer) rejoignent la distribution dans un rôle récurrent et Primo Allon (Gregory Osbourne) le temps du premier épisode de la troisième saison. Il est également révélé que l'alter ego de Roy Harper durant cette même saison sera Arsenal. Et aussi, la production a auditionné J. R. Ramirez pour le rôle récurrent de Ted Grant / Wildcat.
En août 2014, Charlotte Ross a obtenu le rôle de la mère de Felicity le temps de l'épisode 5 de la troisième saison intitulé The Secret Origin of Felicity Smoak (et un retour pour l'épisode 18) et Matt Ward le rôle récurrent du mercenaire Komodo dès l'épisode 2, puis Rila Fukushima a été choisi pour remplacer Devon Aoki dans le rôle de Tatsu « Katana » Yamashiro à la suite d'un conflit d'horaire.
En septembre 2014, Matthew Nable, Austin Butler et Nick E. Tarabay ont obtenu un rôle d'invité lors de cette saison.
En octobre 2014, Vinnie Jones a obtenu un rôle d'invité durant la saison.
En novembre 2014, Alex Kingston est annoncé pour reprendre son rôle de Dinah Lance durant l'épisode 9 et Bex Taylor-Klaus pour reprendre celui de Sin lors de l'épisode 12 de cette troisième saison.
En décembre 2014, Manu Bennett est confirmé pour reprendre son rôle de Slade Wilson / Deathstroke et Marc Singer obtient un rôle d'invité le temps d'un épisode lors de cette saison.
En février 2015, Doug Jones obtient le rôle de Jake Simmons / Deathbolt lors de cette saison.

### Diffusions
Aux États-Unis, la saison a été diffusée en simultanée du 8 octobre 2014 au 13 mai 2015 sur The CW et sur CTV au Canada.
La diffusion francophone s'est déroulée ainsi :
En Suisse, la saison a été diffusée du 14 août 2015 au 30 octobre 2015 sur RTS Deux ;
Au Québec, du 24 août 2015 au 25 janvier 2016 sur Ztélé ;
En Belgique, du 6 septembre 2015 au 15 novembre 2015 sur La Deux ;
En France, du 16 septembre 2015 au 19 novembre 2015 sur TF1.

## Liste des épisodes
Note : Lors de la diffusion dans les pays francophones, les titres d'épisodes ne sont parfois pas les mêmes. Ainsi, les premiers titres indiqués correspondent à ceux utilisés dans le pays de première diffusion en français, étant prioritaire, les autres sont indiqués en second le cas échéant.

### Épisode 1:Retour en force
- États-Unis /  Canada : 8 octobre 2014 sur The CW[29] / CTV
- Suisse : 14 août 2015 sur RTS Deux[24]
- Québec : 24 août 2015 sur Ztélé[25]
- Belgique : 6 septembre 2015 sur La Deux[30]
- France : 16 septembre 2015 sur TF1[31]

- États-Unis : 2,83 millions de téléspectateurs[32] (première diffusion)
- Canada : 1,89 million de téléspectateurs[33] (première diffusion + différé 7 jours)
- France : 1,9 million de téléspectateurs[34] (première diffusion)

- Primo Allon (Gregory Osbourne)
- Peter Stormare (Werner Zytle)
- Grant Gustin (Barry Allen)

Depuis qu'Arrow et son équipe font régner l'ordre sur Starling City, le taux de criminalité est en baisse. Quentin Lance est promu capitaine en raison des blessures infligées à la fin de la saison 2. Il profite d'une conférence de presse pour remercier publiquement le justicier pour ses services rendus à la ville. Oliver tente de convaincre le conseil d'administration de lui redonner les rênes de Queen Consolidated mais un autre repreneur, Ray Palmer, est sur les rangs. Celui-ci veut redonner un nouvel élan à la société ainsi qu'à la ville. Werner Zytle est le nouveau Comte Vertigo. Il a modifié la formule de la drogue de son prédécesseur pour que celle-ci révèle le visage de la plus grande peur de ses victimes. Oliver est touché par une fléchette imbibée de la drogue au cours d'un combat et se retrouve confronté à son image. Il se demande s'il est prêt à redevenir Oliver Queen maintenant qu'il assume son rôle de justicier. Il fait part de ses doutes à Felicity et lui avoue ses sentiments lors d'un dîner au restaurant. Barry Allen, qui s'est réveillé du coma, appelle Oliver pour le prévenir et lui demande mystérieusement quelques conseils. Après que Laurel soit venue lui parler, Sara est assassinée de trois flèches dans la poitrine par un mystérieux archer et tombe du toit d'un immeuble. Sa sœur est témoin de la scène.
Flashback

### Épisode 2:Sara
- États-Unis /  Canada : 15 octobre 2014 sur The CW / CTV
- Suisse : 14 août 2015 sur RTS Deux[24]
- Québec : 31 août 2015 sur Ztélé[25]
- Belgique : 6 septembre 2015 sur La Deux[35]
- France : 16 septembre 2015 sur TF1[31]

- États-Unis : 2,32 millions de téléspectateurs[36] (première diffusion)
- Canada : 1,67 million de téléspectateurs[37] (première diffusion + différé 7 jours)
- France : 1,36 million de téléspectateurs[34] (première diffusion)

- Colin Donnell (Tommy Merlyn)

Laurel ramène le corps de Sara au Verdant. Oliver cherche tout de suite à retrouver le coupable. D'autres personnes sont éliminées par un archer. Oliver parvient à sauver un homme, Kelso. Cet homme a été payé par la société Amer Tek pour négocier un accord en vue de construire un oléoduc. Alors que Laurel l'interroge, l'archer le supprime. Laurel ne parvient pas à annoncer à son père que Sara est décédée. On aperçoit à la fin trois silhouettes qui se battent. L'une d'entre elles parvient à prendre le dessus et Malcolm Merlyn apparaît, félicitant le vainqueur, qui n'est autre que Thea.
Flashback

### Épisode 3:Corto Maltese
- États-Unis /  Canada : 22 octobre 2014 sur The CW / CTV
- Suisse : 21 août 2015 sur RTS Deux[38]
- Belgique : 6 septembre 2015 sur La Deux[39]
- Québec : 7 septembre 2015 sur Ztélé[25]
- France : 16 septembre 2015 sur TF1[40]

- États-Unis : 2,55 millions de téléspectateurs[41] (première diffusion)
- Canada : 1,74 million de téléspectateurs[42] (première diffusion + différé 7 jours)
- France : 910 000 téléspectateurs[34] (première diffusion)

- David Cubitt (Mark Shaw / Manhunter)
- J.R. Ramirez (Ted 'Wildcat' Grant)
- Carmen Lavigne (Erica Vendel)

- Le personnage de Mark Shaw alias Manhunter est une version adaptée du super héros créé par Jack Kirby en 1975[43].
- Le personnage de Ted Grant fait référence au héros Wildcat, créé par Bill Finger et Irwin Hasen en 1942
- Sur la côte Est canadienne, la diffusion a été interrompue quelques minutes pour un message du premier ministre à la suite de la fusillade à Ottawa.[réf. nécessaire]

### Épisode 4:Le Magicien
- États-Unis /  Canada : 29 octobre 2014 sur The CW / CTV
- Suisse : 21 août 2015 sur RTS Deux[38]
- Belgique : 13 septembre 2015 sur La Deux[44]
- Québec : 14 septembre 2015 sur Ztélé[25]
- France : 23 septembre 2015 sur TF1[45]

- États-Unis : 2,49 millions de téléspectateurs[46] (première diffusion)
- Canada : 1,64 million de téléspectateurs[47] (première diffusion + différé 7 jours)
- France : 1,09 million de téléspectateurs[48] (première diffusion)

- Matthew Nable (Ra's al Ghul)

- Felicity Smoak est à Central City et apparaît brièvement dans l'épisode.
- Première apparition du célèbre Ra's al Ghul, vilain emblématique de l'univers Batman incarné au cinéma par Liam Neeson face à Christian Bale dans Batman begins. Ce personnage mystérieux a été créé par Dennis O'Neil et Neal Adams en 1971[49].

### Épisode 5:Le Passé secret de Felicity Smoak
- États-Unis /  Canada : 5 novembre 2014 sur The CW / CTV
- Suisse : 21 août 2015 sur RTS Deux[38]
- Belgique : 13 septembre 2015 sur La Deux[50]
- Québec : 21 septembre 2015 sur Ztélé[25]
- France : 23 septembre 2015 sur TF1[45]

- États-Unis : 2,73 millions de téléspectateurs[51] (première diffusion)
- Canada : 1,86 million de téléspectateurs[52] (première diffusion + différé 7 jours)
- France : 750 000 téléspectateurs[48] (première diffusion)

- Charlotte Ross (Donna Smoak)
- Nolan Gerard Funk (Cooper Seldon)
- Christina Cox (Maire Celia Castle)
- Matthew McLellan (Myron Forest)

Alors que la mère de Felicity arrive par surprise à Starling City, un super-virus capable de hacker n'importe quel serveur informatique, créé cinq ans auparavant par Felicity elle-même et utilisé à l'époque par sa bande de hacker composée de son ex-petit ami et leur colocataire, refait son apparition. L'Archer se lance alors, accompagné de ses équipiers, dans la recherche du mystérieux hacker, faisant ainsi ressurgir le passé de Felicity. Une aventure qui prouve à plusieurs personnes l'importance de la famille.

### Épisode 6:Coupable
- États-Unis /  Canada : 12 novembre 2014 sur The CW / CTV
- Suisse : 28 août 2015 sur RTS Deux[53]
- Belgique : 13 septembre 2015 sur La Deux[54]
- France : 23 septembre 2015 sur TF1[45]
- Québec : 28 septembre 2015 sur Ztélé[25]

- États-Unis : 2,6 millions de téléspectateurs[55] (première diffusion)
- Canada : 1,68 million de téléspectateurs[56] (première diffusion + différé 7 jours)
- France : 551 000 téléspectateurs[48] (première diffusion)

- Amy Gumenick (Carrie Cutter / Cupidon)

- Cupidon est une super vilaine qui a été créée en 2009 par Andrew Kreisberg et Mike Norton[57].

### Épisode 7:Cupidon
- États-Unis /  Canada : 19 novembre 2014 sur The CW / CTV
- Suisse : 28 août 2015 sur RTS Deux[53]
- Belgique : 20 septembre 2015 sur La Deux[58]
- France : 30 septembre 2015 sur TF1[59]
- Québec : 5 octobre 2015 sur Ztélé[25]

- États-Unis : 2,64 millions de téléspectateurs[60] (première diffusion)
- Canada : 1,83 million de téléspectateurs[61] (première diffusion + différé 7 jours)
- France : 1,09 million de téléspectateurs[62] (première diffusion)

- Amy Gumenick (Carrie Cutter / Cupidon)
- Austin Butler (Chase)
- Nick E. Tarabay (Digger Harkness / Captain Boomerang)

- Captain Boomerang est l'un des plus anciens vilains de l'univers DC. Il a été créé en 1960 par John Broome et Carmine Infantino[63].

### Épisode 8:Le Courage et l'Audace
- États-Unis /  Canada : 3 décembre 2014 sur The CW / CTV
- Suisse : 4 septembre 2015 sur RTS Deux[64]
- Belgique : 20 septembre 2015 sur La Deux[65]
- France : 30 septembre 2015 sur TF1[59]
- Québec : 12 octobre 2015 sur Ztélé[25]

- États-Unis : 3,92 millions de téléspectateurs[66] (première diffusion)
- Canada : 2,22 millions de téléspectateurs[67] (première diffusion + différé 7 jours)
- France : 750 000 téléspectateurs[62] (première diffusion)

- Grant Gustin (Barry Allen / Flash)
- Danielle Panabaker (Caitlin Snow)
- Carlos Valdes (Cisco Ramon)
- Nick E. Tarabay (Digger Harkness / Captain Boomerang)

- C'est la deuxième partie du crossover avec la série Flash qui débute dans l'épisode 8 de la saison 1 de Flash (Flash contre Arrow).
- Le Capitaine Lance appelle Barry "Bart Allen", clin d'œil au personnage d'Impulse

### Épisode 9:L'Ascension
- États-Unis /  Canada : 10 décembre 2014 sur The CW / CTV
- Suisse : 4 septembre 2015 sur RTS Deux[64]
- Belgique : 20 septembre 2015 sur La Deux[68]
- France : 7 octobre 2015 sur TF1[69]
- Québec : 19 octobre 2015 sur Ztélé[25]

- États-Unis : 3,06 millions de téléspectateurs[70] (première diffusion)
- Canada : 1,64 million de téléspectateurs[71] (première diffusion + différé 7 jours)
- France : 1,2 million de téléspectateurs[72] (première diffusion)

- Alex Kingston (Dinah Lance)

Oliver est capturé par la Ligue des Assassins qui menace de tuer des innocents s'il ne leur livre pas le meurtrier de Sara. Celui-ci cherche alors le responsable de sa mort. Cependant, le test de l'ADN prélevé sur la scène de crime livre un résultat étonnant : le tueur serait Oliver. Pensant à un problème technique, l'équipe doit se rendre à l'évidence, il s'agit bien d'un des membres de la famille Queen et de toute évidence ce n'est pas Oliver. Il ne peut alors s'agir que d'une autre personne : Thea. Oliver réfute cette possibilité, sachant que sa sœur n'est pas une meurtrière et qu'elle ne saurait comment tuer quelqu'un, cependant, une visite sous la forme d'Arrow à Thea lui permet de constater qu'elle sait bel et bien se battre. 
C'est alors que Merlyn vient le trouver et lui explique qu'il a drogué Thea pour l'envoyer tuer Sara, mais qu'Oliver ne peut le dénoncer à la Ligue car ils la tueraient également. Arrow n'a nul autre choix que de se livrer lui-même, en prétendant avoir tué Sara. Il aura droit à un duel avec Ra's al Ghul en guise de procès. C'est en réalité le plan de Malcolm depuis le début, espérer qu'Oliver tue le chef des assassins, le libérant ainsi de ses dettes de sang envers la Ligue.
Ra's al Ghul domine largement Oliver durant le duel et le transperce de son épée. Le jeune homme tombe ensuite de la falaise où ils se battaient, après avoir repensé aux membres de sa famille.
Flashback

### Épisode 10:Abandonné
- États-Unis /  Canada : 21 janvier 2015 sur The CW / CTV
- Suisse : 18 septembre 2015 sur RTS Deux[73]
- Belgique : 4 octobre 2015 sur La Deux[74]
- France : 7 octobre 2015 sur TF1[69]
- Québec : 26 octobre 2015 sur Ztélé[25]

- États-Unis : 3,06 millions de téléspectateurs[75] (première diffusion)
- Canada : 2,03 millions de téléspectateurs[76] (première diffusion + différé 7 jours)
- France : 920 000 téléspectateurs[72] (première diffusion)

- Vinnie Jones (Danny Brickwell)

Après le départ d'Oliver, l'équipe d'Arrow continue son combat contre le crime et Diggle reprend le costume d'Arrow. Trois jours après la disparition d'Oliver, Malcolm Merlyn annonce à ses amis sa mort (sa fille lui a demandé de trouver où il est car elle s'inquiète). Entretemps, un nouvel ennemi, Brick, apparaît : il a pour but de voler toutes les preuves contre les criminels accumulées par l'équipe d'Arrow afin de les faire libérer ; ce qu'il parvient à faire. De plus, il semble être insensible aux balles. De son côté, Thea continue de s'entraîner avec son père.
En parallèle, un mystérieux homme retrouve le corps d'Oliver et le traîne. Cet homme est en fait Maseo qui était devenu un membre de la Ligue des Assassins. Il l'emmène chez Tatsu et lui annonce à son réveil qu'il l'a amené chez elle pour le ramener à la vie.
Flashback
- En Suisse, les épisodes 10 et 11 ont été diffusés deux semaines après les épisodes précédents, la chaîne ayant diffusé l'US Open le 11 septembre 2015[77].
- En Belgique, les épisodes 10, 11 et 12 ont été diffusés deux semaines après les épisodes précédents, la chaîne ayant diffusé les championnats du monde de cyclisme UCI le 27 septembre 2015[78].
- Danny Brickwell surnommé Brick est un super vilain qui a un pouvoir particulier : il a une peau invulnérable et dure comme l'acier. Ce personnage a été créé en 2004 par Phil Hester et Judd Winick[79].

### Épisode 11:Le Règne de Brick
- États-Unis /  Canada : 28 janvier 2015 sur The CW / CTV
- Suisse : 18 septembre 2015 sur RTS Deux[73]
- Belgique : 4 octobre 2015 sur La Deux[80]
- France : 14 octobre 2015 sur TF1[81]
- Québec : 2 novembre 2015 sur Ztélé[25]

- États-Unis : 2,91 millions de téléspectateurs[82] (première diffusion)
- Canada : 1,92 million de téléspectateurs[83] (première diffusion + différé 7 jours)
- France : 1,1 million de téléspectateurs[84] (première diffusion)

- Vinnie Jones (Danny Brickwell)

- En Suisse, les épisodes 10 et 11 ont été diffusés deux semaines après les épisodes précédents, la chaîne ayant diffusé l'US Open le 11 septembre 2015[77].
- En Belgique, les épisodes 10, 11 et 12 ont été diffusés deux semaines après les épisodes précédents, la chaîne ayant diffusé les championnats du monde de cyclisme UCI le 27 septembre 2015[78].

### Épisode 12:Résistance
- États-Unis /  Canada : 4 février 2015 sur The CW / CTV
- Suisse : 25 septembre 2015 sur RTS Deux[85]
- Belgique : 4 octobre 2015 sur La Deux[86]
- France : 14 octobre 2015 sur TF1[81]
- Québec : 9 novembre 2015 sur Ztélé[25]

- États-Unis : 2,94 millions de téléspectateurs[87] (première diffusion)
- Canada : 1,96 million de téléspectateurs[88] (première diffusion + différé 7 jours)
- France : 834 000 téléspectateurs[84] (première diffusion)

- Vinnie Jones (Danny Brickwell)

Toujours opérant sans Oliver, qui prépare son retour et déterminés à stopper Brick, l'équipe d'Arrow se voit proposer une offre par Malcolm Merlyn, offre qu'ils refusent après hésitation. Ils assisteront à une vengeance personnelle de Malcolm face à ce premier, une bataille oppose les hommes de main de Brick contre les habitants des Glades et la team Arrow, c'est alors qu'Arrow fait son retour, et demande à Merlyn de l'entrainer pour vaincre Ra's Al Guhl mais l'équipe ne comprend pas sa décision.
Flashback
- En Belgique, les épisodes 10, 11 et 12 ont été diffusés deux semaines après les épisodes précédents, la chaîne ayant diffusé les championnats du monde de cyclisme UCI le 27 septembre 2015[78].

### Épisode 13:Dédoublement
- États-Unis /  Canada : 11 février 2015 sur The CW / CTV
- Suisse : 25 septembre 2015 sur RTS Deux[85]
- Belgique : 11 octobre 2015 sur La Deux[89]
- France : 21 octobre 2015 sur TF1[90]
- Québec : 16 novembre 2015 sur Ztélé[25]

- États-Unis : 2,67 millions de téléspectateurs[91] (première diffusion)
- Canada : 2,02 millions de téléspectateurs[92] (première diffusion + différé 7 jours)
- France : 1,59 million de téléspectateurs[93] (première diffusion)

- Peter Stormare (Werner Zytle / Comte Vertigo)

Oliver dit à Thea qu'il est Arrow. Il est surpris par les changements opérés au sein de l'équipe. Il prend les décisions, mais il voit bien que l’équipe a évolué en son absence et les tensions montent rapidement dans leur repaire.
Le comte Vertigo reprend du service. Oliver est furieux de voir Laurel en Black Canary. Il lui dit d’arrêter de risquer sa vie, mais quand Vertigo revient en ville, Laurel va contre sa décision. Elle traque Vertigo, qui la frappe avec une dose de drogue. La plus grande peur de Laurel est sa sœur Sara, ce qui cause une hallucination et un combat épique entre Canary et Black Canary puis Arrow et Arsenal viennent la sauver. Pendant ce temps, Thea emmène Chase chez elle, après avoir passé un moment ensemble, Chase, travaillant pour Ra's Al Ghul, tente de la tuer, c'est alors qu'interviennent Roy et Malcolm. Laurel avoue la mort de Sara à son père.
Flashback

### Épisode 14:Résurgence
- États-Unis /  Canada : 18 février 2015 sur The CW / CTV
- Suisse : 2 octobre 2015 sur RTS Deux[94]
- Belgique : 11 octobre 2015 sur La Deux[95]
- France : 21 octobre 2015 sur TF1[90]
- Québec : 23 novembre 2015 sur Ztélé[25]

- États-Unis : 2,91 millions de téléspectateurs[96] (première diffusion)
- Canada : 1,48 million de téléspectateurs[97] (première diffusion + différé 7 jours)
- France : 1,11 million de téléspectateurs[93] (première diffusion)

- Colin Donnell (Tommy Merlyn)
- Kelly Hu (China White)
- Marc Singer (le général Matthew Shrieve)
- Eugene Byrd (Andy Diggle)
- Manu Bennett (Slade Wilson / Deathstroke)
- Roger R. Cross (l'inspecteur Hilton)
- Jamey Sheridan (Robert Queen)

Oliver et Thea sont allés sur Lian Yu pour leur entraînement, mais Malcolm Merlyn leur a laissé une surprise : il a libéré Slade Wilson de sa prison.
Flashback

### Épisode 15:Nanda Parbat
- États-Unis /  Canada : 25 février 2015 sur The CW / CTV
- Suisse : 2 octobre 2015 sur RTS Deux[94]
- Belgique : 11 octobre 2015 sur La Deux[98]
- France : 28 octobre 2015 sur TF1[99]
- Québec : 30 novembre 2015 sur Ztélé[25]

- États-Unis : 3,07 millions de téléspectateurs[100] (première diffusion)
- Canada : 2,1 millions de téléspectateurs[101] (première diffusion + différé 7 jours)
- France : 1,59 million de téléspectateurs[102] (première diffusion)

Oliver s'entraîne avec Merlyn au maniement de l'épée mais Thea est hantée par le fait d'avoir tué Sara. Laurel essaye de renouer des liens avec son père et Thea lui avoue qu'elle a tué Sara puis elle affronte Merlyn. Mais, après avoir été vendu par Thea et donc capturé par la ligue des Assassins, Malcolm Merlyn est ramené à Nanda Parbat. Afin d'éviter que sa petite sœur ait à vivre avec le remords d'avoir tué son père biologique, Oliver va tenter de le sauver. D'un autre côté, Ray Palmer est complètement obsédé par sa nouvelle armure, qu'il va enfin tester et Felicity et lui entament une relation.
Flashback

### Épisode 16:La Proposition
- États-Unis /  Canada : 18 mars 2015 sur The CW / CTV
- Suisse : 9 octobre 2015 sur RTS Deux[103]
- Belgique : 18 octobre 2015 sur La Deux[104]
- France : 28 octobre 2015 sur TF1[99]
- Québec : 7 décembre 2015 sur Ztélé[25]

- États-Unis : 2,56 millions de téléspectateurs[105] (première diffusion)
- Canada : 1,93 million de téléspectateurs[106] (première diffusion + différé 7 jours)
- France : 1,08 million de téléspectateurs[102] (première diffusion)

Alors qu'Oliver et Diggle sont allés à Nanda Parbat pour libérer Malcolm, ils se font capturer. Contre toute attente, Ra's Al Ghul offre à Oliver de prendre sa place à la tête de la Ligue et le laisse partir avec Malcolm et Diggle en effaçant toutes leurs dettes. Oliver ramène Merlyn à l'appartement de Thea, ce qui la rend furieuse. Oliver surprend Felicity et Ray ensemble. À la grande surprise de ses amis, Oliver considère sérieusement l'offre, alors que Nyssa est furieuse. Mais un nouveau truand nommé Murmur commence à sévir à Starling City et vise la police. 
Flashback

### Épisode 17:Tendances suicidaires
- États-Unis /  Canada : 25 mars 2015 sur The CW / CTV
- Suisse : 9 octobre 2015 sur RTS Deux[103]
- Belgique : 18 octobre 2015 sur La Deux[107]
- France : 4 novembre 2015 sur TF1[108]
- Québec : 14 décembre 2015 sur Ztélé[25]

- États-Unis : 2,86 millions de téléspectateurs[109] (première diffusion)
- Canada : 1,74 million de téléspectateurs[110] (première diffusion + différé 7 jours)
- France : 1,65 million de téléspectateurs[111] (première diffusion)

- Steven Culp (le sénateur Joseph Cray)
- Amy Gumenick (Carrie Cutter / Cupid)
- Michael Rowe (Floyd Lawton / Deadshot)
- Erika Walter (Susie Lawton)

Diggle et Lyla se remarient, Felicity vient accompagnée de Palmer et Oliver est le témoin de Diggle, tous ses proches sont présents. Des poursuites sont engagés contre Arrow à la suite des meurtres commis par Ra's. Deadshot interrompt leur lune de miel pour leur annoncer que la Suicide Squad s’est vue assigner une nouvelle mission, secourir un sénateur des États-Unis d’une prise d’otages en République de Kasnia. Ils partent tous avec la nouvelle recrue de l'escouade : Cupidon. Arrow prend en chasse la Ligue pour les meurtres sous son masque. Oliver découvre que Ray a mis au point son costume d'Atom et qu'il en a après lui pour les meurtres commis par la Ligue des Assassins. Ray démasque Arrow et peu à peu ses complices, dont Felicity. Ray dévoile le secret d'Arrow mais Laurel fait tout pour le repousser. 
Flashback

### Épisode 18:Ennemi public
- États-Unis /  Canada : 1er avril 2015 sur The CW / CTV
- Suisse : 16 octobre 2015 sur RTS Deux[112]
- Belgique : 18 octobre 2015 sur La Deux[113]
- France : 4 novembre 2015 sur TF1[108]
- Québec : 21 décembre 2015 sur Ztélé[25]

- États-Unis : 2,48 millions de téléspectateurs[114] (première diffusion)
- Canada : 1,56 million de téléspectateurs[115] (première diffusion + différé 7 jours)
- France : 1,13 million de téléspectateurs[111] (première diffusion)

- Charlotte Ross (Donna Smoak)
- Richard Keats (Dr. Lockhart)

L'attaque de Maseo sur la mairie a provoqué la mort de la maire Castle mais aussi une grave blessure à Ray. Il se remet à l'hôpital, il a développé un caillot sanguin qui pourrait le tuer mais ses nano-robots pourraient le sauver. Roy et Thea sont ensemble. Lance met toutes ses ressources pour traquer Arrow, mais c'est Ra's lui-même qui va l'aider en lui révélant qu'Oliver est le justicier. Dès lors, tout est clair et la chasse à l'homme est lancée. Oliver tente de fuir mais rapidement, toutes les alternatives se ferment et il n'a plus d'autre choix que de se rendre. Alors que le capitaine Lance savoure le moment et laisse ressortir sa rancœur, Roy se dénonce à la police à la place d'Oliver comme étant le justicier.
Flashback

### Épisode 19:Extrêmes Mesures
- États-Unis /  Canada : 15 avril 2015 sur The CW / CTV
- Suisse : 16 octobre 2015 sur RTS Deux[112]
- Belgique : 8 novembre 2015 sur La Deux[116]
- France : 11 novembre 2015 sur TF1[117]
- Québec : 28 décembre 2015 sur Ztélé[25]

- États-Unis : 2,47 millions de téléspectateurs[118] (première diffusion)
- Canada : 1,53 million de téléspectateurs[119] (première diffusion + différé 7 jours)
- France : 1,36 million de téléspectateurs[120] (première diffusion)

- Doug Jones (Jake Simmons / Deathbolt)
- Carlos Valdes (Cisco Ramon)

Un méta-humain profite de la confusion au sein de la police avec l'arrestation de Roy pour tuer et braquer des banques. Étant surveillé par les hommes de Lance, Oliver n'a d'autre choix que de rester en retrait pour laisser sa place à Ray Palmer et son armure, mais le méta-humain absorbe l'énergie et la technologie de Palmer est impuissante. Oliver veut retourner sur le terrain mais Lance n'en a pas fini et fait en sorte de saisir son équipement. Il devient donc le soutien de Ray contre le méta-humain, en prenant le contrôle à distance de l'armure pour le combattre en combat à mains nues. Pendant ce temps, Roy est agressé en prison et meurt. C'est du moins ce que le monde croit : en secret, Diggle et Felicity ont organisé une mise en scène pour faire croire à la mort de Roy et lui permettre de fuir. Dans son appartement, Thea est attaquée par Ra's Al Ghul qui la transperce d'une épée pour forcer la main d'Oliver.
Flashback
- En Belgique, les épisodes 19, 20 et 21 seront diffusés trois semaines après les épisodes précédents, la chaîne ayant décidé de diffuser le 16e Grand Prix Formule 1 des États-Unis le 25 octobre 2015[121] et le 17e Grand Prix Formule 1 du Mexique le 1er novembre 2015[122].

### Épisode 20:Sans retour
- États-Unis /  Canada : 22 avril 2015 sur The CW / CTV
- Suisse : 23 octobre 2015 sur RTS Deux[123]
- Belgique : 8 novembre 2015 sur La Deux[116]
- France : 11 novembre 2015 sur TF1[117]
- Québec : 4 janvier 2016 sur Ztélé[25]

- États-Unis : 2,72 millions de téléspectateurs[124] (première diffusion)
- Canada : 1,67 million de téléspectateurs[125] (première diffusion + différé 7 jours)
- France : 885 000 téléspectateurs[120] (première diffusion)

- Karin Konoval (Dr Vaca)
- Marc Singer (le général Matthew Shrieve)
- Françoise Yip (la prêtresse)

Oliver, de retour à l'appartement, découvre Thea baignant dans son sang. Amenée aux urgences, elle est désormais dans le coma. Maseo envoie un message à Oliver : Ra's lui sauvera la vie s'il consent à l'amener au puits de Lazare, seul moyen de la ramener à la vie, et à rejoindre la Ligue. Malgré le désaccord de Malcolm, Oliver, suivi de Diggle et Felicity, l'emmènent à Nanda Parbat à bord du jet prêté par Ray. Entretemps, ce dernier a compris que Felicity a toujours des sentiments pour Oliver et décide de la laisser partir. Ressuscitée par les eaux de Lazare à la suite d'une cérémonie, Thea devient à moitié folle mais elle est vite calmée par un antidote qui la laisse en pleine confusion. Folle de chagrin et désespérée, Felicity, après avoir passé la nuit avec Oliver, le drogue pour ne pas le laisser avec Ra's et la Ligue des Assassins. Après une évasion ratée, Oliver se résigne à devenir le successeur du criminel en échange de la vie de ses amis. Alors qu'ils rentrent à Starling City, Oliver devient Al Sah-him.
Flashback
- En Belgique, les épisodes 19, 20 et 21 seront diffusés trois semaines après les épisodes précédents, la chaîne ayant décidé de diffuser le 16e Grand Prix Formule 1 des États-Unis le 25 octobre 2015[121] et le 17e Grand Prix Formule 1 du Mexique le 1er novembre 2015[122].

### Épisode 21:Al Sah-him
- États-Unis /  Canada : 29 avril 2015 sur The CW / CTV
- Suisse : 23 octobre 2015 sur RTS Deux[123]
- Belgique : 8 novembre 2015 sur La Deux[116]
- France : 18 novembre 2015 sur TF1[126]
- Québec : 11 janvier 2016 sur Ztélé[25]

- États-Unis : 2,39 millions de téléspectateurs[127] (première diffusion)
- Canada : 1,45 million de téléspectateurs[128] (première diffusion + différé 7 jours)
- France : 1,24 million de téléspectateurs[129] (première diffusion)

- En Belgique, les épisodes 19, 20 et 21 seront diffusés trois semaines après les épisodes précédents, la chaîne ayant décidé de diffuser le 16e Grand Prix Formule 1 des États-Unis le 25 octobre 2015[121] et le 17e Grand Prix Formule 1 du Mexique le 1er novembre 2015[122].

### Épisode 22:L'Épée
- États-Unis /  Canada : 6 mai 2015 sur The CW / CTV
- Suisse : 30 octobre 2015 sur RTS Deux[130]
- Belgique : 15 novembre 2015 sur La Deux[116]
- France : 19 novembre 2015 sur TF1[126]
- Québec : 18 janvier 2016 sur Ztélé[25]

- États-Unis : 2,54 millions de téléspectateurs[131] (première diffusion)
- Canada : 1,61 million de téléspectateurs[132] (première diffusion + différé 7 jours)
- France : 824 000 téléspectateurs[129] (première diffusion)

Perturbé par l'annonce de son mariage avec Nyssa décidé par Ra's al Gul, Oliver prend contact avec Malcolm Merlyn. En effet, il jouait la comédie depuis le début en espérant détruire la Ligue de l'intérieur, mais la précipitation de Ra's leur force la main. Malcolm retourne donc rassembler les anciens alliés d'Oliver avec un soutien, Tatsu, qui leur demande de croire encore en Oliver malgré tout ; ils acceptent de retourner à Nanda Parbat, non pour Oliver mais pour détruire l'Alpha et Oméga. Felicity, Diggle, Ray et Laurel suivent donc Malcolm et Tatsu et parviennent à empêcher le décollage d'un avion chargé de l'arme biologique. Pendant le combat, Tatsu doit affronter Maseo et le tue. Mais Ra's savait qu'il avait été trahi et l'Alpha et Omega est intact. En signe de mansuétude, Ra's veut offrir une mort rapide à l'équipe d'Arrow en utilisant une ampoule d'Alpha et Omega, les laissant mourir alors que le mariage d'Oliver et Nyssa est célébré. Pendant ce temps, Thea est partie retrouver Roy dans sa nouvelle vie, afin d'obtenir du soutien, mais après une nuit ensemble, Roy la quitte, lui confiant l'uniforme d'Arsenal.
Flashback
- Cet épisode marque le départ de l'acteur Colton Haynes il réapparaîtra en tant que "Guest Star" dans la saison 4 et 6. À partir de la saison 7 il reparaîtra comme personnage régulier.
- L'épisode a été diffusé sur TF1 à 0 h 20 le 19 novembre 2015.

### Épisode 23:Je m'appelle Oliver Queen
- États-Unis /  Canada : 13 mai 2015 sur The CW[133] / CTV
- Suisse : 30 octobre 2015 sur RTS Deux[130]
- Belgique : 15 novembre 2015 sur La Deux[116]
- France : 19 novembre 2015 sur TF1[134]
- Québec : 25 janvier 2016 sur Ztélé[25]

- États-Unis : 2,83 millions de téléspectateurs[135] (première diffusion)
- Canada : 1,69 million de téléspectateurs[136] (première diffusion + différé 7 jours)
- France : 595 000 téléspectateurs[129] (première diffusion)

- Grant Gustin (Barry Allen / Flash)

Alors qu'Oliver et la Ligue font route vers Starling City, Barry, alias Flash, arrive à Nanda Parbat pour libérer les coéquipiers prisonniers, qui ont survécu au virus grâce à Malcolm Merlyn qui les a vacciné en secret contre l'Alpha et Oméga. Diggle est furieux de voir qu'Oliver a préféré faire confiance à Malcolm pour vaincre la Ligue plutôt que ses amis. Oliver révèle sa trahison à Ra's Al Ghul qui prend la fuite avec le virus et rejoint ses alliés avec Nyssa. Il tente de s'expliquer et Felicity comprend qu'il ait agi ainsi car il ne pensait pas survivre à sa mission. Mais il est trop tard et ils essaient de localiser les hommes de la Ligue. Felicity découvre que Ra's visait non seulement la ville, mais surtout Damien Darhk, un vieil ennemi présent à Starling City. Cependant, Darhk a déjà quitté la ville. Alors que les hommes de la Ligue commencent à être repérés, Ra's demande à Oliver de le rejoindre sur le barrage, où ils régleront leur différend. Au terme d'un duel à l'épée, où Oliver a repris l'arme qu'il avait utilisé contre Ra's la première fois, il parvient cette fois à tuer le chef de la Ligue, mais il est aussitôt visé par un homme de la police et sauvé par Felicity grâce à l'armure de Ray. Celui-ci parvient à créer un vaporisateur de vaccin afin de contenir l'épidémie.
Au terme de l'affrontement, Oliver décide d'abandonner le costume d'Arrow et de partir refaire sa vie avec Felicity, confiant la tâche de défendre Starling City à Black Canary, Diggle et Thea qui a repris le costume d'Arsenal pour devenir Speedy. Avant de partir, il remplit la part du marché qu'il a passé en secret avec Malcolm et lui transmet le nom de Ra's Al Ghul. Ray reprend ses expériences sur la miniaturisation et provoque l'explosion de son laboratoire.
Flashback